# 외가
외가(外家)는 어머니 쪽의 친정을 의미한다.

## 같이 보기
- 친가